# Reimpiego

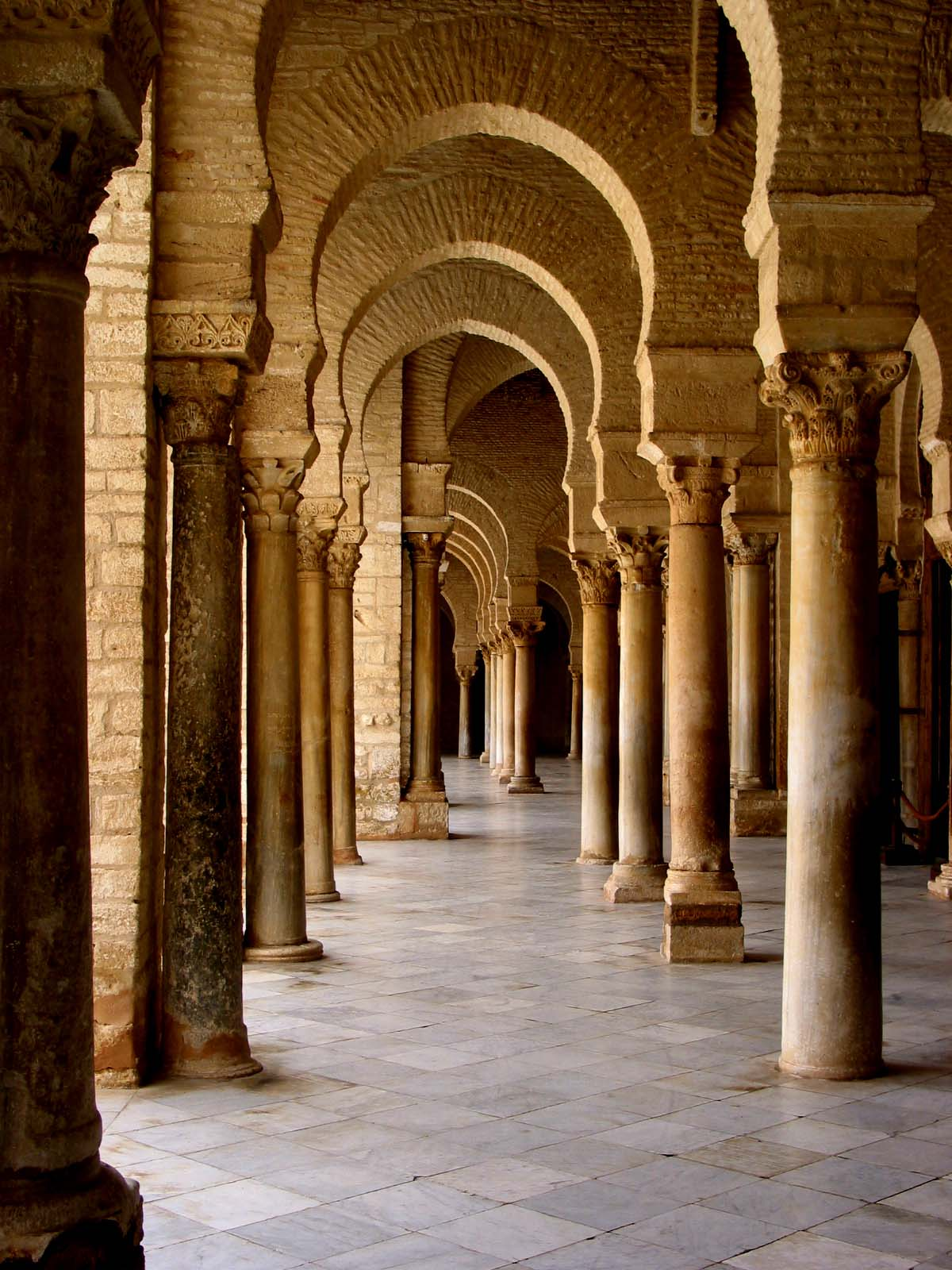
Fusti di colonna in marmi colorati e capitelli di varia forma e di varie epoche reimpiegati nel colonnato della Grande moschea di Kairouan (VII secolo).

Il fenomeno del reimpiego in architettura e storia dell'arte è costituito dal riutilizzo di materiale antico in costruzioni più recenti.
Il riutilizzo di materiale edilizio tratto da costruzioni precedenti non più in uso, è comune in tutta la storia umana, ma il fenomeno del reimpiego assunse precisi caratteri artistici nell'ambito dell'architettura romana di epoca tardoantica e in seguito in tutta l'epoca medievale.
La pratica fu particolarmente diffusa a Roma, ma anche a Costantinopoli (per esempio le sculture esterne della chiesa di Panagia Gorgoepikoos ad Atene), nell'occidente medievale (ad esempio i fusti in porfido della carolingia cappella Palatina di Aquisgrana) e nel mondo islamico medievale (ad esempio la "Grande moschea" di Kairouan).
L'interpretazione del fenomeno si alterna tra l'ipotesi "ideologica" e quella "pragmatica". Il punto di vista "ideologico" descrive il riuso di elementi scultorei o architettonici tratti da monumenti di imperi o dinastie precedenti sia in senso "trionfale", come "spoglie" di nemici vinti, sia in senso di rinnovo, come riappropriazione delle glorie del passato, mentre il punto di vista "pragmatico" sottolinea l'economicità di riutilizzare materiali già pronti a confronto con la produzione di nuovi blocchi. Questi due aspetti, comunque, non si escludono a vicenda e ogni singolo caso deve essere valutato diversamente nel suo particolare contesto storico.

## Il reimpiego in età romana

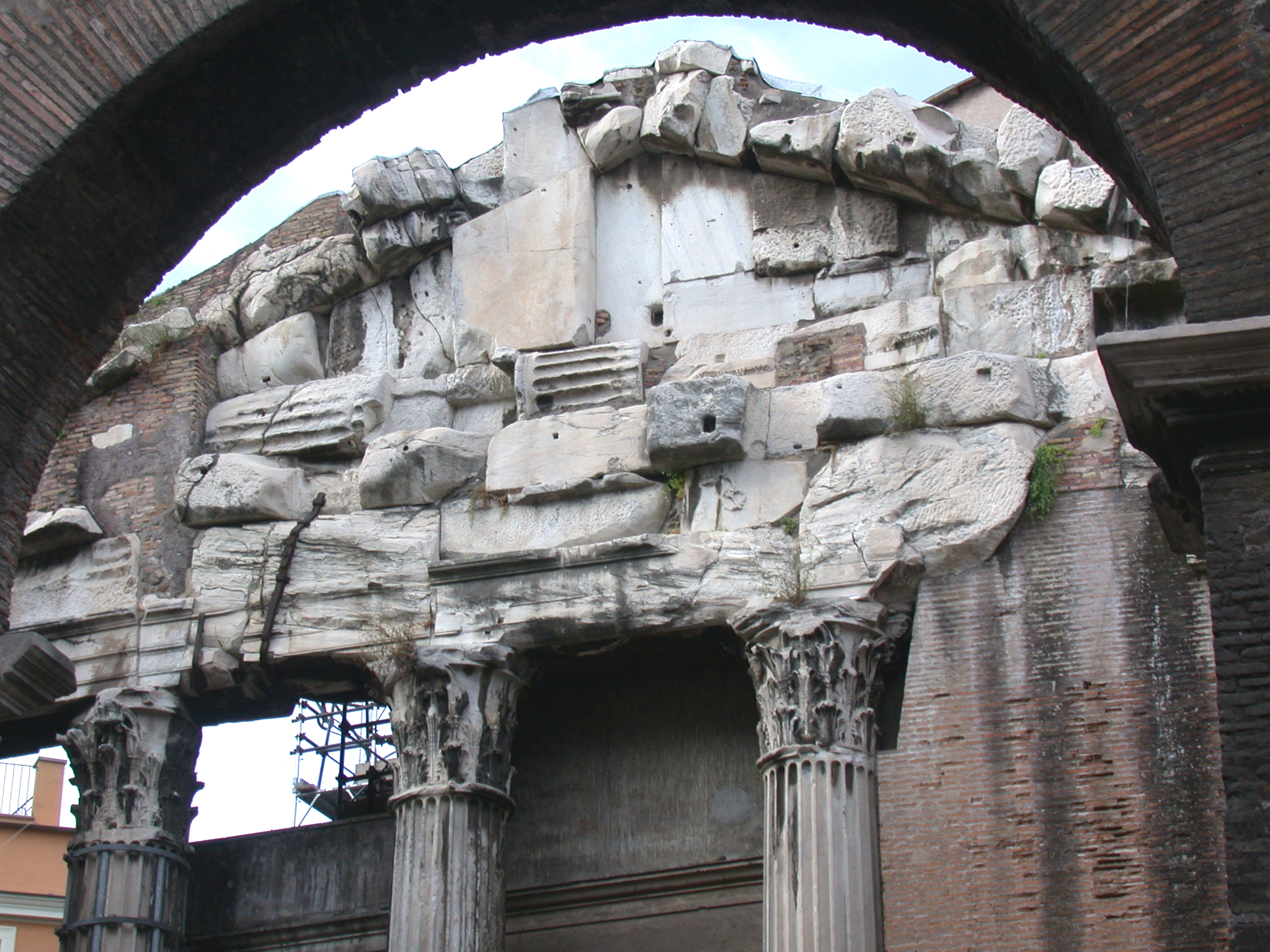
Reimpiego di elementi architettonici della fase precedente nel frontone dei propilei del Portico di Ottavia a Roma (età severiana). La forma originale degli elementi architettonici riutilizzati come blocchi nei frontoni, è stata lasciata solo sul retro del frontone, in origine coperto alla vista da un controsoffitto che nascondeva il tetto a capriata lignea, ed oggi invece visibile all'interno del propileo per la scomparsa del tetto.

I rilievi dell'arco di Costantino, reimpieghi da edifici degli imperatori precedenti: in verde di epoca traianea, in giallo di epoca adrianea, in azzurro dell'epoca di Marco Aurelio; a questi si aggiungono i rilievi di epoca costantiniana, appositamente scolpiti per l'arco, in rosso. Anche la maggior parte degli elementi della decorazione architettonica e persino dei blocchi della muratura, sono costituiti da materiale di reimpiego di diversa provenienza.

Il riutilizzo di materiali da costruzioni precedenti non fu molto diffuso in epoca tardo-repubblicana e nei primi secoli dell'impero, a causa del carattere propagandistico di molte costruzioni pubbliche, destinate a celebrare i personaggi che le avevano finanziate. Una sempre maggiore disponibilità di pietre provenienti dalle cave, e in particolare di pregiate varietà di marmo, provenienti dalle diverse province dell'impero, rendeva inutile lo sforzo di riadattare materiali precedenti. Fanno eccezione le parti della costruzione non visibili al pubblico, come le fondazioni, o i coementa del nucleo in cementizio della muratura, dove i blocchi di edifici precedenti eventualmente disponibili sul posto potevano essere fatti a pezzi e riutilizzati nella funzione di materiale edilizio indifferenziato.
Nel III secolo, tuttavia, con la crisi dell'impero, si ebbe una minore disponibilità di pietre prodotte dalle cave e si iniziarono a riutilizzare blocchi di marmo provenienti da altre costruzioni. Quest'uso assunse forme sempre più visibili, in particolare per gli elementi degli ordini architettonici (capitelli, fusti, trabeazioni) e per i rilievi scolpiti, che arrivarono ad essere riutilizzati nella medesima funzione che avevano nell'edificio originario.
Quest'uso ebbe una considerevole espansione in epoca costantiniana, quando assunse anche valori simbolici, come riferimento esplicito ad un modello del passato che ci si propone di seguire: esempio paradigmatico ne è l'arco di Costantino, dove rilievi scolpiti dell'epoca di Traiano, Adriano e Marco Aurelio sono posti a decorazione dell'arco insieme ad altri contemporanei, a comporre un unico discorso celebrativo dell'imperatore.
Il materiale proveniente da edifici antichi iniziò ad assumere, in aggiunta al valore intrinseco della materia prima, il valore che gli derivava dalla sua antichità

## Il reimpiego in epoca medievale
In epoca medievale il materiale sottratto venne in alcuni casi riutilizzato programmaticamente, come simbolo di prestigio e di potere e come richiamo e riferimento del presente alla passata grandezza di Roma antica.
Le chiese cristiane riadoperarono spesso nei colonnati fusti, capitelli e basi provenienti da edifici pagani.
Inizialmente, soprattutto per edifici di committenza imperiale, come nelle grandi basiliche costantiniane, i materiali avevano tutti la stessa provenienza e furono saltuariamente completati da elementi appositamente scolpiti ex novo.
In seguito, con la progressiva rarefazione delle fonti di approvvigionamento, si cercarono modi per riadattare elementi di diversa provenienza e di diverso aspetto alle nuove architetture, sia per quanto riguarda le dimensioni, che per l'estetica curando in particolare la disposizione dei fusti di marmi di colori simili (anche se non necessariamente della stessa varietà) o degli elementi con decorazioni.
In particolare per le chiese della città di Roma, motivi di ordine economico o relativi alla disponibilità di materiali, potevano mescolarsi alla volontà della Chiesa di riappropriarsi del glorioso passato imperiale, in funzione anche della sua nuova funzione politica, e di sottolineare il suo trionfo nei confronti del passato pagano della città.
Anche in alcuni edifici civili si arricchirono di elementi antichi inseriti nella facciata, come simbolo di prestigio (un esempio particolarmente ricco è la casa dei Crescenzi, presso il Foro Boario, a Roma).

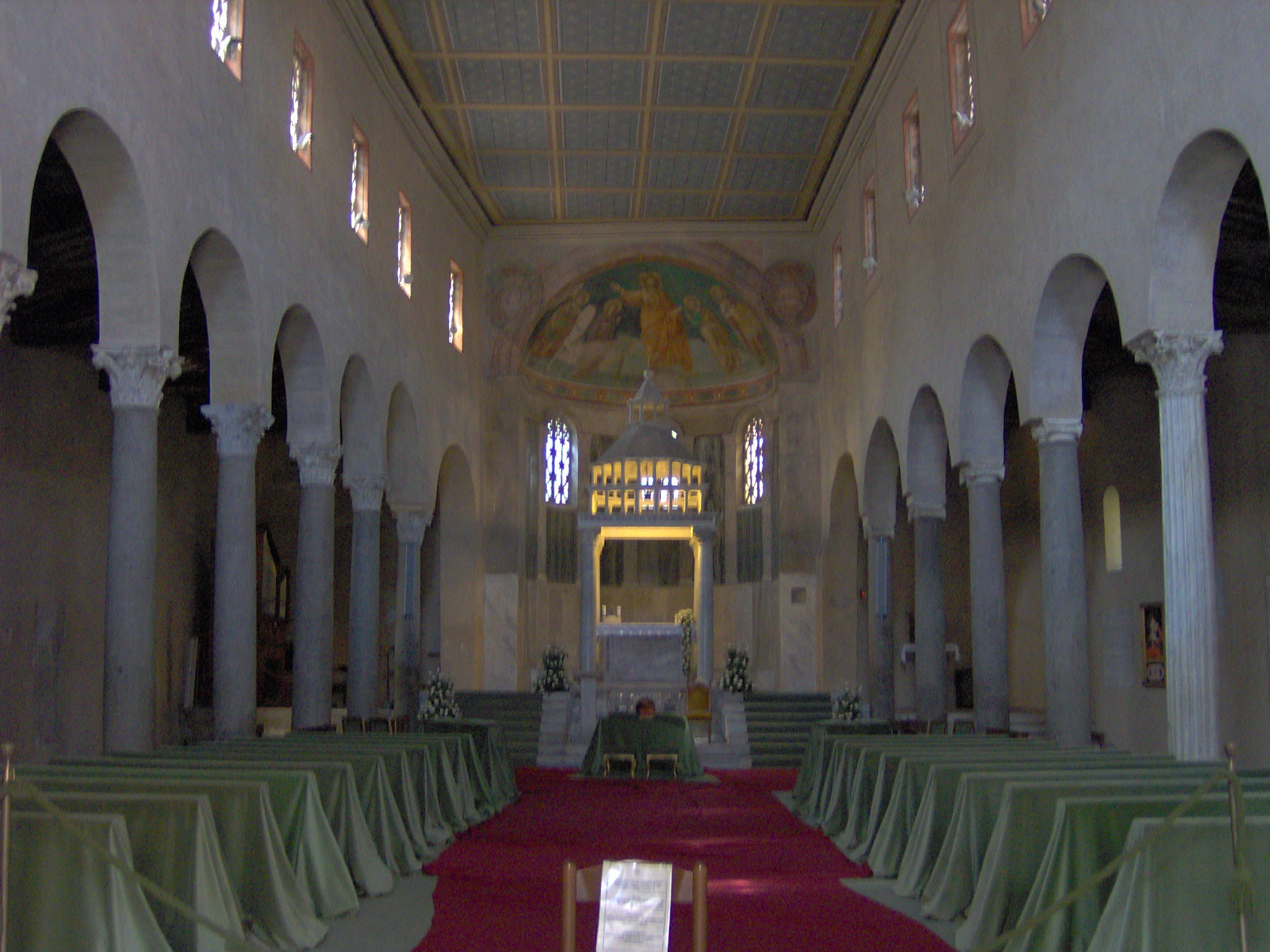
Interno della chiesa di San Giorgio in Velabro, con fusti e capitelli provenienti da diversi edifici romani.
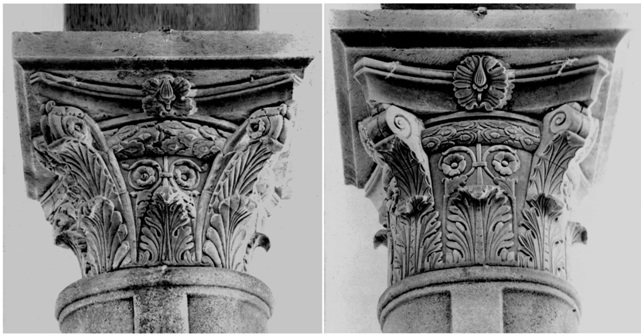
Spolia in se / Spolia in re : Capitello romano di spoglio (I sec. d. C.), reimpiegato nei colonnati della chiesa di Sant'Alessandro Maggiore a Lucca, e copia medievale dello stesso (sec. XI) collocato simmetricamente nel colonnato di fronte.
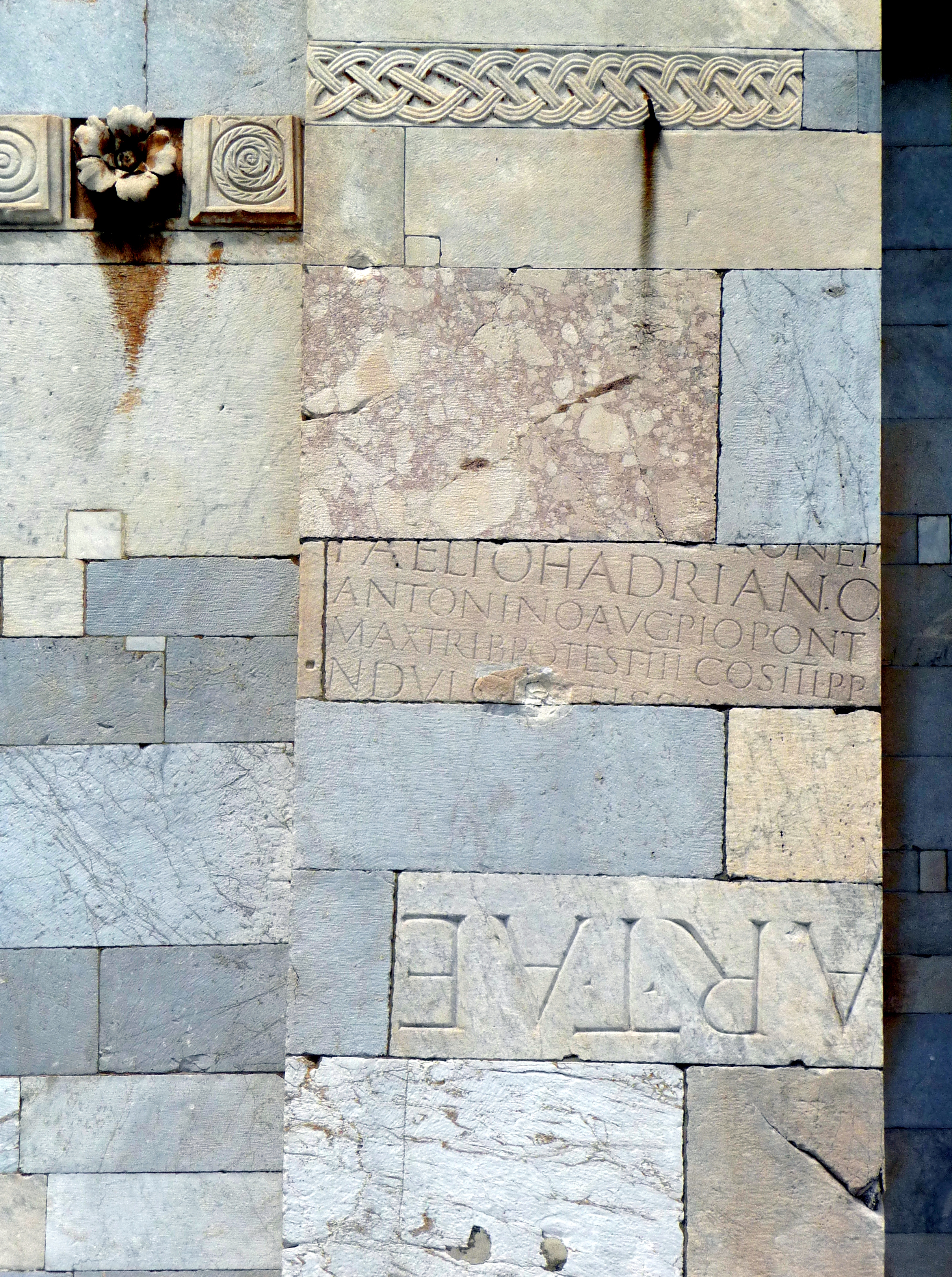
Riuso di marmi nella parete esterna del duomo di Pisa